# Gare de Nemesgörzsöny
La gare de Nemesgörzsöny (en hongrois : Nemesgörzsöny vasútállomás) est une gare ferroviaire hongroise de la ligne 14 de Pápa à Csorna, située sur le territoire de la localité de Nemesgörzsöny dans le comitat Veszprém.
C'est une halte voyageurs de la Magyar Államvasutak (MÁV) desservie par des trains locaux.

## Situation ferroviaire
Établie à 120 mètres d'altitude, la gare de Nemesgörzsöny est située au point kilométrique (PK) 10 de la ligne 14 de Pápa à Csorna (voie unique), entre les gares ouvertes de Pápa et de Marcaltő.

## Service des voyageurs

### Accueil
Halte MÁV, c'est un point d'arrêt non géré (PANG) à accès libre.

### Desserte
Nemesgörzsöny est desservie par des trains omnibus de ligne 14 de la MÁV.